# Donna Ellen
Donna Ellen (geboren in Fergus, Ontario, Kanada) ist eine Opernsängerin der Stimmlage Sopran. Sie gehört seit 2008 dem Ensemble der Wiener Staatsoper an.

## Leben und Werk
Donna Ellen ist die Tochter eines Serben und einer Deutschen, die nach Kanada ausgewandert waren. Sie hat zwei Schwestern und einen Bruder, der in Hollywood als Supervisor für Spezialeffekte tätig ist. Die Mutter, eine Mezzosopranistin, sang vor der Emigration in einer Operettentruppe in Krefeld und kümmerte sich um die musikalische Ausbildung ihrer Kinder. Donna Ellen hatte ihren ersten Auftritt im Alter von 6 Jahren mit dem Brahms-Lied Guten Abend, gute Nacht, lernte jedoch dann das Spiel auf der Posaune. Nach der High School studierte sie an der Wilfrid Laurier University Posaune und Gesang. Zwei Saisonen lang gehörte sie an der Canada Opera Piccola an, geleitet von Léopold Simoneau und Pierrette Alarie. 1986 sang sie im Rahmen der Expo in Vancouver die Lucy in Menottis The Telephone und wurde sie am Opernstudio Zürich aufgenommen. Ein Stipendium des Canada Council und der Erlös von zwei Benefizkonzerten in ihrer Heimatstadt ermöglichten den Aufenthalt dort. Sie absolvierte Meisterkurse bei Elly Ameling und Helmuth Rilling.
1987 wurde sie – auf Empfehlung von Ioan Holender – an das Landestheater Linz engagiert, wo sie elf Spielzeiten lang blieb. Sie übernahm dort eine Reihe von Mozart-Partien – Königin der Nacht, Blonde und Zerlina – aber auch Adele, Nanetta und Gretel in Engelbert Humperdincks Märchenoper sowie die Weidenrute in der Uraufführung von Balduin Sulzers Proteus, eine technisch ungemein schwierige Koloratur-Partie, die ihr große Zustimmung von Publikum und Presse einbrachte. Ab 1998 war die Sängerin freiberuflich tätig und unternahm mehrere Tourneen mit dem Johann Strauss Ensemble, geleitet vom Stehgeiger Alfred Pfleger, unter anderem in den Iran, nach Armenien, China, Japan, Griechenland, Slowenien, Aserbaidschan und Kasachstan. 2001 gastierte sie als Kurfürstin im Vogelhändler bei den Operetten Festspielen Bad Ischl. Dort lernte sie Kammersängerin Renate Holm kennen, mit der sie seither alle neuen Partien einstudiert.
An der Staatsoper Stuttgart übernahm sie die Gefährtin in Luigi Nonos Intolleranza 1960, am Grand Théâtre de Genève die Protagonista in Luciano Berios Un re in ascolto. 2003 debütierte sie an der Wiener Staatsoper (als Helmwiege in der Walküre), 2004 an der Wiener Volksoper (in den Mozart-Partien Erste Dame und Donna Anna), 2005 am Theater Lübeck (als Claire in den Zofen von Peter Bengtson). An der Komischen Oper Berlin gastierte sie von 2006 bis 2008 als Donna Anna im Don Giovanni (inszeniert von Peter Konwitschny) und als Rosalinde in der Fledermaus (inszeniert von Harry Kupfer). 2007 übernahm sie im Theater an der Wien die Rolle der Kitty Hart in Dead Man Walking von Terrence McNally und Jake Heggie.
Seit 2008 ist sie fest an der Wiener Staatsoper verpflichtet und zählt im sogenannten Zweiten Fach zu den Stützen des Ensembles. Die Statistik (Stand vom Dezember 2017) verzeichnet 48 Auftritte als Annina in La traviata, 24 Vorstellungen als Kartenaufschlägerin in Arabella, 23 als Marcellina in Le nozze di Figaro und 16 als Marcellina im Barbiere di Siviglia. Sie war der Uhu in Hans Werner Henzes Pollicino und die Eule in Janáčeks Schlauem Füchslein und tritt regelmäßig in Opern für Kinder auf, beispielsweise in Aladin und die Wunderlampe oder Pünktchen und Anton.
Die Künstlerin hat auch eine Reihe von Konzerten klassischer Musik gesungen, unter anderem im Wiener Musikverein und im Wiener Konzerthaus.
Donna Ellen war mit dem Chorleiter und Dirigenten Ernst Dunshirn († 2020) verheiratet, mit dem sie zwei Töchter hat.